# Gerhard Pabst
Gerhard 'Pius' Pabst (Mellenbach (Thüringen), 13 februari 1934) is een Duitse trompettist in de jazz- en amusementsmuziek.

## Biografie
Pabst begon op de viool, toen hij veertien was stapte hij over op de trompet. Van 1951 tot 1954 werd hij academisch op dit instrument gevormd, in Eisenach. Tijdens een opleiding als mechanicus speelde hij in een dansband. Vanaf 1955 was hij lid van de bigband Schwarz-Weiss, tevens speelde hij in de groepen van Alo Koll en Fips Fleischer. In 1962 ging hij spelen in het dansorkest van de Berliner Rundfunk, een orkest onder leiding van Günter Gollasch. Vanaf 1974 was hij hier eerste trompettist. In 1993 beëindigde hij zijn loopbaan als actief musicus. Pabst is te horen op albums met Günther Kretschmer, Onkel Stanislaus und Seinen Jazz-Opas, Manfred Krug/Günther Fischer, het orkest van Siegfried Mai, Jerzy Milian, Thad Jones en Václav Zahradník.

## Bron
- Jürgen Wölfer: Jazz in Deutschland – Das Lexikon. Alle Musiker und Plattenfirmen von 1920 bis heute. Hannibal Verlag: Höfen 2008, ISBN 978-3-85445-274-4